# Kopalnia Węgla Kamiennego Czeczott
Kopalnia Węgla Kamiennego Czeczott – kopalnia węgla kamiennego w Woli  działająca w latach 1985–2005 .

## Historia
W budowie od 1978 roku. Początkowo należała do Jaworznicko-Mikołowskiego Zjednoczenia Przemysłu Węglowego. Od 1982 roku należała do Zjednoczenia Kopalń Węgla Kamiennego w Mysłowicach. Uruchomiona 18 lipca 1985 roku . Od 1993 roku należała do Nadwiślańskiej Spółki Węglowej . Dnia 1 lipca 2000 roku została połączona z kopalnią Piast  jako „Ruch II” , a 29 lipca 2005 roku zakończono wydobycie węgla w tym rejonie . Zlikwidowano w 2008 roku.
W dawnych wyrobiskach kopalni Czeczott utworzono podziemny zbiornik retencyjny gromadzący zasolone wody dołowe z wyrobisk okolicznych kopalń .